# BVC Den Haag in het seizoen 1954/55
Het seizoen 1954/1955 was het eerste en enige jaar in het bestaan van de Haagse betaaldvoetbalclub Den Haag. De club kwam uit in de NBVB-competitie en eindigde daarin op de achtste plaats. De competitie werd echter niet afgemaakt na de fusie tussen de KNVB en NBVB. Na het afgebroken seizoen fuseerde de club met Rotterdam tot Flamingo's '54 wat later veranderd werd in Holland Sport.

## Wedstrijdstatistieken

### NBVB(afgebroken)
|       | Amsterdam | Alkmaar '54 | Fortuna '54 | De Graafschap | Rapid '54 | Rotterdam | Twentse Profs | Utrecht | Venlo '54 |
| ----- | --------- | ----------- | ----------- | ------------- | --------- | --------- | ------------- | ------- | --------- |
| Thuis | 2 – 3     | 1 – 6       | 1 – 2       | –             | 0 – 1     | –         | 2 – 1         | 4 – 2   | –         |
| Uit   | –         | 2 – 1       | –           | 1 – 2         | 3 – 0     | 2 – 3     | –             | –       | 0 – 0     |

## Statistieken Den Haag 1954/1955

### Eindstand Den Haag in de Nederlandse NBVB 1954 / 1955 (afgebroken)
| Stand | Gespeeld | Gewonnen | Gelijk | Verloren | Punten | Doelpunten voor | Doelpunten tegen |
| ----- | -------- | -------- | ------ | -------- | ------ | --------------- | ---------------- |
| 8e    | 11       | 4        | 1      | 5        | 9      | 16              | 23               |

### Topscorers
| Competitie \| # \| Naam \| \| \| ---------------- \| ----------------------------- \| -- \| \| 1. \| Bertus de Harder \| 3 \| \| 1. \| Lou Willems \| 3 \| \| 3. \| Wim Mangelmans \| 2 \| \| 3. \| Coen Rijshouwer \| 2 \| \| 5. \| Luc Bijker \| 1 \| \| 5. \| Cock Clavan \| 1 \| \| 5. \| J. van der Steen \| 1 \| \| 5. \| Wim Zwarts \| 1 \| \| Eigen doelpunten \| \| \| \| – \| Wim Hendriks (De Graafschap) \| \| \| – \| Karel Weijand (De Graafschap) \| \| \| Totaal \| Totaal \| 16 \| |                               |      |
| # | Naam                          | Goal |
| 1. | Bertus de Harder              | 3    |
| 1. | Lou Willems                   | 3    |
| 3. | Wim Mangelmans                | 2    |
| 3. | Coen Rijshouwer               | 2    |
| 5. | Luc Bijker                    | 1    |
| 5. | Cock Clavan                   | 1    |
| 5. | J. van der Steen              | 1    |
| 5. | Wim Zwarts                    | 1    |
| Eigen doelpunten |                               |      |
| – | Wim Hendriks (De Graafschap)  |      |
| – | Karel Weijand (De Graafschap) |      |
| Totaal | Totaal                        | 16   |

## Voetnoten
Alkmaar '54 · Amsterdam · Den Haag · Fortuna '54 · De Graafschap · Rapid '54 · Rotterdam · Twentse Profs · Utrecht · Venlo '54